# Théorie bisexuelle
La théorie bisexuelle est un domaine de la théorie critique, inspiré de la théorie queer et de la politique bisexuelle (en), qui met en avant le potentiel de la bisexualité à la fois comme théorie et épistémologie,,. La théorie bisexuelle a émergé dans les années 1990, en réponse au mouvement des études queer en plein essor, utilisant une approche post-structuraliste similaire mais corrigeant la tendance de la théorie queer à l'occultation bisexuelle. 
Dans leur critique de l'occultation fréquente de la bisexualité dans les études queer, Serena Anderlini-d'Onofrio et Jonathan Alexander écrivent : « une théorie queer qui fait l'impasse du questionnement de la bisexualité sur les sexualités normatives se révèle elle-même trop limitée par les approches binaires  normatives et normalisantes qu'elle cherche à perturber ».
Les universitaires ayant mené des études en relation avec la théorie bisexuelle incluent Ibrahim Abdurrahman Farajajé, Steven Angelides, Elisabeth Däumer, Jo Eadie, Shiri Eisner, Marjorie Garber, Donald E Hall, Clare Hemmings, Michael du Plessis , Maria Pramaggiore, Merl Stor et Kenji Yoshino.

## Histoire
La théorie bisexuelle apparait dans les années 1990, sous l'impulsion de l'émergence de la théorie queer. L'article de 1992 d'Elisabeth Däumer « Queer Ethics; or, the Challenge of Bisexuality to Lesbian Ethics » est la première publication majeure à théoriser la bisexualité en relation avec la théorie queer et féministe. 
En 1993, lors de la 11e Conférence nationale bisexuelle au Royaume-Uni, un groupe d'universitaires bisexuel a formé le groupe Bi Academic Intervention (en). Le groupe publie un volume de théorie bisexuelle en 1997, intitulé The Bisexual Imaginary: Representation, Identity and Desire. En 1995, Marjorie Garber publie Vice Versa: Bisexuality and the Eroticism of Everyday Life (Vice Versa : la bisexualité et l'érotisme de la vie quotidienne), une monographie qui vise à révéler un « bi-érotisme » observable à travers des lieux culturels disparates. En 1996, Maria Pramaggiore et Donald E. Hall éditent la collection RePresenting Bisexualities: Subjects and Cultures of Fluid Desire, et commencent à traiter des questions de représentation. Des chapitres de la théorie bisexuelle sont également apparus dans Activating Theory: Lesbian, Gay Bisexual Politics (1993) et Queer Studies: A Lesbian, Gay, Bisexual, and Transgender Anthology (1996). 
Le Journal of Bisexuality est publié pour la première fois en 2000 par le groupe Taylor & Francis sous l'enseigne Routledge, et ses rédacteurs en chef comprennent Fritz Klein, Jonathan Alexander, Brian Zamboni, James D. Weinrich et M. Paz Galupo. 
En 2000, le professeur de droit Kenji Yoshino publie un article considéré comme novateur « Le contrat épistémique de l'effacement bisexuel », qui soutient que « les personnes straight (hétérosexuelles) et homosexuelles ont en commun un objectif de stabilisation des catégories d'orientation sexuelle. Le bénéfice retiré serait la sécurité que tous les individus tirent d'un ordre social rigide ». En 2001, Steven Angelides publie A History of Bisexuality, dans lequel il soutient que la bisexualité a fonctionné historiquement en constituant un « autre » structurel par rapport à l'identité sexuelle elle-même. En 2002, Clare Hemmings publie Bisexual Spaces: A Geography of Sexuality and Gender dans lequel elle explore les fonctions de la bisexualité dans les espaces géographiques, politiques, théoriques et culturels. 
En 2004, Jonathan Alexander et Karen Yescavage co-éditent Bisexuality and Transgenderism: InterSEXions of the Others, qui examine les intersections des identités bisexuelles et transgenres. 
Le livre de Shiri Eisner Bi : Notes for a Bisexual Revolution est publié en 2013. Ce manifeste radical combine l'activisme féministe, transgenre, queer et bisexuel avec un travail théorique pour établir un modèle de révolution bisexuelle.

## Épistémologies
Les théories bisexuelles ont déployé la bisexualité de manière critique notamment par la formulation d'épistémologies bisexuelles qui questionnent les modalités selon lesquelles la bisexualité acquiert ou génère un sens.
Elisabeth Däumer suggère que la bisexualité peut être « un point de vue épistémologique et éthique à partir duquel nous pouvons examiner et déconstruire le cadre bipolaire du genre et de la sexualité ». 
Maria Pramaggiore reformule l'idée selon laquelle les personnes bisexuelles sont  « sitting on the fence » (assises sur la clôture) afin de théoriser une « épistémologie de la clôture » : 
 Un lieu d'interdépendance et d'indécision. Souvent placées de façon précaire au sommet d'une structure qui divise et délimite, les épistémologies bisexuelles ont la capacité de recadrer les régimes et les régions du désir en décadrant et / ou recadrant de manière poreuse et non exclusive… Les épistémologies bisexuelles - des façons d'appréhender, d'organiser et d'intervenir dans le monde qui refusent les correspondances individuelles entre les actes sexuels et l'identité, entre les objets érotiques et les sexualités, entre l'identification et le désir - reconnaissent les désirs fluides et leur construction et déconstruction continuelles du sujet désirant. 
 Clare Hemmings décrit trois formes que les approches épistémologiques bisexuelles ont eu tendance à prendre : « La première situe la bisexualité en dehors des catégories conventionnelles de sexualité et de genre ; la seconde la situe de manière critique à l'intérieur de ces mêmes catégories ; et la troisième se concentre sur l'importance de la bisexualité dans la formation discursive des « autres » identités ».

## Critiques
Dans son article de 1996, Jonathan Dollimore observe une tendance qu'il qualifie de « théorie du vœu » dans le travail théorique sur la bisexualité. Dollimore critique la fabrication par la théorie bisexuelle de récits théoriques éclectiques avec peu d'attention à la façon dont ils se rapportent à la réalité sociale, et à son hypothèse d'une position subversive qui résiste à une réflexion sur la façon dont l'identité bisexuelle elle-même pourrait être renversée. Dollimore soutient que la théorie bisexuelle « passe, voire est enfermée, comme théorie post-moderne en toute sécurité comme une doxa suave ». 
Dans son article de 1999, Merl Storr suggère que l'identité bisexuelle contemporaine, la communauté, l'organisation et la politique sont enracinées dans les prémices de la postmodernité. En identifiant cette relation, Storr observe les thèmes postmodernes d'indétermination, d'instabilité, de fragmentation et de flux qui caractérisent la théorie bisexuelle et analyse comment ces concepts pourraient être analysés de manière critique .
Un des problèmes que Clare Hemmings identifie avec les approches épistémologiques bisexuelles réside dans le fait que la bisexualité devient métaphorisée au point qu'elle est méconnaissable pour les personnes bisexuelles .